# Lacs de Corvo
Les lacs de Corvo (laghi di Corvo en italien ; Haselgruber en allemand) forment un groupe de 5 lacs de montagne situés à proximité du col du Rabbi, qui relie les vallées du Rabbi (province de Trente) et d'Ultimo (province de Bolzano), dans le Trentin-Haut-Adige, en Italie. 
Les lacs sont situés à une altitude comprise entre 2 462 et 2 630 m et leur étendue varie de 2 000 à 60 000 m2. Ils sont accessibles en 3 heures de marche, en partant de Cavallar di Rabbi en remontant le val Lagocorvo ou de Santa Gertrude di Ultimo en remontant la vallée de Montechiesa. Les lacs sont situés dans le parc national du Stelvio. 
Il a été signalé la présence de Leptis monticola, un diptère typique de haute montagne. 
A proximité des lacs se trouve la cabane Edelweiss lac Crow, situé à une altitude de 2 425 m. Le refuge marque la fin de la troisième étape (de Bagni di Rabbi) et le début de la quatrième étape (vers Bagni di Bresimo  de la section dans la province de Bolzano du Sentiero Italia.